# Culastrisce nobile veneziano
Culastrisce nobile veneziano è un film commedia italiano del 1976 diretto da Flavio Mogherini, liberamente tratto dalla commedia teatrale Un coperto in più (1972) di Maurizio Costanzo.

## Trama

Lino Toffolo e Marcello Mastroianni

Il professor Agostino Nebiolo, maestro di musica, è ospite del marchese Luca Maria che vive, col maggiordomo, in una grandiosa villa veneta, con sterminate pertinenze, laghetti e campi da tennis. 
 Luca Maria è convinto di essere sposato con Luisa, un'invisibile presenza che lo accompagna solo nei suoi  sogni a occhi aperti. Ogni situazione domestica vede il Nebiolo, imbarazzato, reggere il gioco al Marchese mentre si rivolge a sedie vuote, intesse dialoghi con l'invisibile compagna e spingerlo a danzare con lei. 
 Nel frattempo, zia Alvisa trama alle spalle del marchese facendolo pedinare e filmare per dimostrarne l'infermità mentale, allo scopo di  sottrargli la villa e trasformarla in seminario. 
Un giorno, a una festa in costume dove la zia viene appositamente invitata per fare conoscenza con la fantomatica Luisa, questa appare davvero.

## Produzione

### Luoghi delle riprese
La scena iniziale della festa in maschera è stata girata a villa Lancellotti, a Frascati; la villa in cui abita il marchese Luca Maria (Mastroianni) è la villa Almerico Capra situata a Vicenza; la serra della tenuta si trova in realtà nel parco della villa Bolasco, a Castelfranco Veneto; il portale del giardino della villa è l'ingresso della villa Barbarigo a Valsanzibio, a pochi chilometri da Padova; la villa dove abita Nadia (Claudia Mori) è villa Emo Capodilista, situata nei pressi di Selvazzano Dentro, in provincia di Padova; il teatro in cui il marchese e Agostino (Mastroianni-Toffolo) suonano con gli orchestrali è il Teatro Olimpico di Vicenza; il palazzo dove i due trascorrono la notte in compagnia delle due ragazze è il palazzo Contarini del Bovolo a Venezia; altre scene sono state girate a nel centro di Venezia e a Chioggia.

## Critica
(Dario Zanelli, Il Resto del Carlino, 12 marzo 1976)
(Paolo Mereghetti, Dizionario dei film, ed. 1994)

## Home Video
Pubblicato inizialmente in videocassetta dalla Master Video, nel 2002 è stato editato in DVD dalla Cecchi Gori Home Video.

## Colonna sonora
La colonna sonora del film venne pubblicata sul 33 giri etichetta Clan Celentano intitolato Come una Cenerentola, che inizialmente doveva essere il titolo del film. In copertina, Claudia Mori scrive: «Colonna sonora originale del film che ho interpretato con Marcello Mastroianni e Lino Toffolo. Il titolo non ve lo dico perché è l'unica cosa che a me non piace! Vi dico però, il nome dell'autore delle musiche: Detto Mariano». È composta di dodici brani, dei quali nove strumentali. Il Preludio n. 9 di Johann Sebastian Bach, adattato da Detto Mariano, è eseguito dal flautista Giorgio Zagnoni.
Nella colonna sonora viene anche eseguita la Sonata n. 7, op. 15 per violoncello e basso continuo di Tomaso Albinoni nel movimento "Adagio", non inserita nel disco.

### Tracce
Tutti i brani sono composti da Detto Mariano, eccetto dove indicato. Come una Cenerentola (che fu pubblicata anche in un 45 giri Clan CLN 4060 con sul lato B il brano La montagna, composto da Ermanno Capelli e Claudia Mori, che non fa parte della colonna sonora) è cantato da Claudia Mori e Marcello Mastroianni, It's Me e When The Band Plays (gli altri brani cantati), da Douglas Meakin.
Alcuni brani in seguito saranno riutilizzati in altri film: Mongolfiere nel finale di Per vivere meglio, divertitevi con noi e It's Me in La casa stregata.
Lato A
1. Come una Cenerentola – 3:15 (Detto Mariano, Ermanno Capelli)
2. Mongolfiere – 2:33
3. Vienna Uno – 3:26
4. Culastrisce – 3:00
5. Sprint Boss – 3:35
6. Vienna Due – 1:13

Durata totale: 17:02
Lato B
1. Luisa – 3:28
2. It's Me – 3:00 (Bruno Longhi, Detto Mariano)
3. Vienna Tre – 2:05
4. Memories Concert – 2:19
5. Preludio n. 9 – 2:06 (musica: Johann Sebastian Bach, Detto Mariano)
6. When The Band Plays – 3:15 (Detto Mariano, Mike Logan)

Durata totale: 16:13